# Bioincrustação

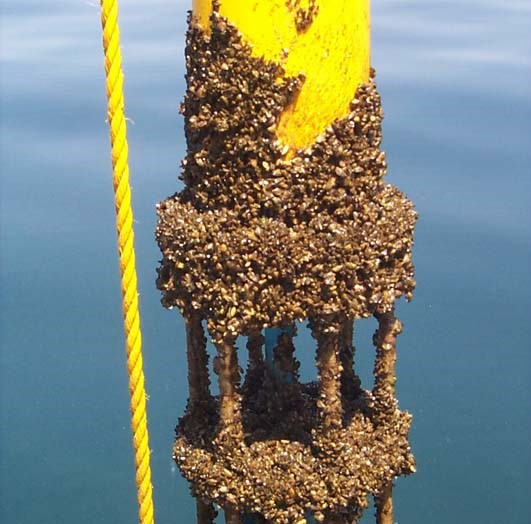
Medidor de corrente média vetorial incrustado de mexilhões.

Bioincrustação ou incrustação biológica é o acúmulo de micro-organismos, plantas, algas e/ou animais sobre as estruturas molhadas, como embarcações.

## Organismos
As bioincrustações podem ser separadas em macroincrustações (todos os animais e plantas) e microincrustações (algas unicelulares e bactérias). Estima-se que existem cerca de 4000 espécies diferentes que podem praticar a bioincrustação.
As espécies podem ser separadas em:
- Algas (verdes, castanhas e vermelhas);
- Invertebrados, os quais são classificados em[3]:
  - Invertebrado de casca dura (Bálanos, Anatifes, Bivalves, Briozoários incrustantes e Poliquetas calcárias);
  - Organismos tipo relvado (Hidróides ou Briozoários);
  - Organismos tipo pequenos arbustos (Hidróides ou Briozoários);
  - Organismos moles (Ascídias, Esponjas e Actínias).

## Impacto
A bioincrustação é especialmente significativa economicamente nos cascos dos navios, onde os níveis elevados de proliferação podem reduzir o desempenho da embarcação e aumentar as suas necessidades de combustível. A bioincrustação também é encontrada em quase todos os casos em que os líquidos à base de água estão em contato com outros materiais. Exemplos industrialmente importantes incluem sistemas de membranas, tais como biorreatores de membrana e osmose reversa, membranas em espiral de ciclos de água de resfriamento de grandes equipamentos industriais e usinas de geração de energia. A bioincrustação também pode ocorrer em oleodutos conduzindo óleos com água arrastada especialmente os conduzindo óleos utilizados, de óleos de corte, óleos solúveis ou óleos hidráulicos.

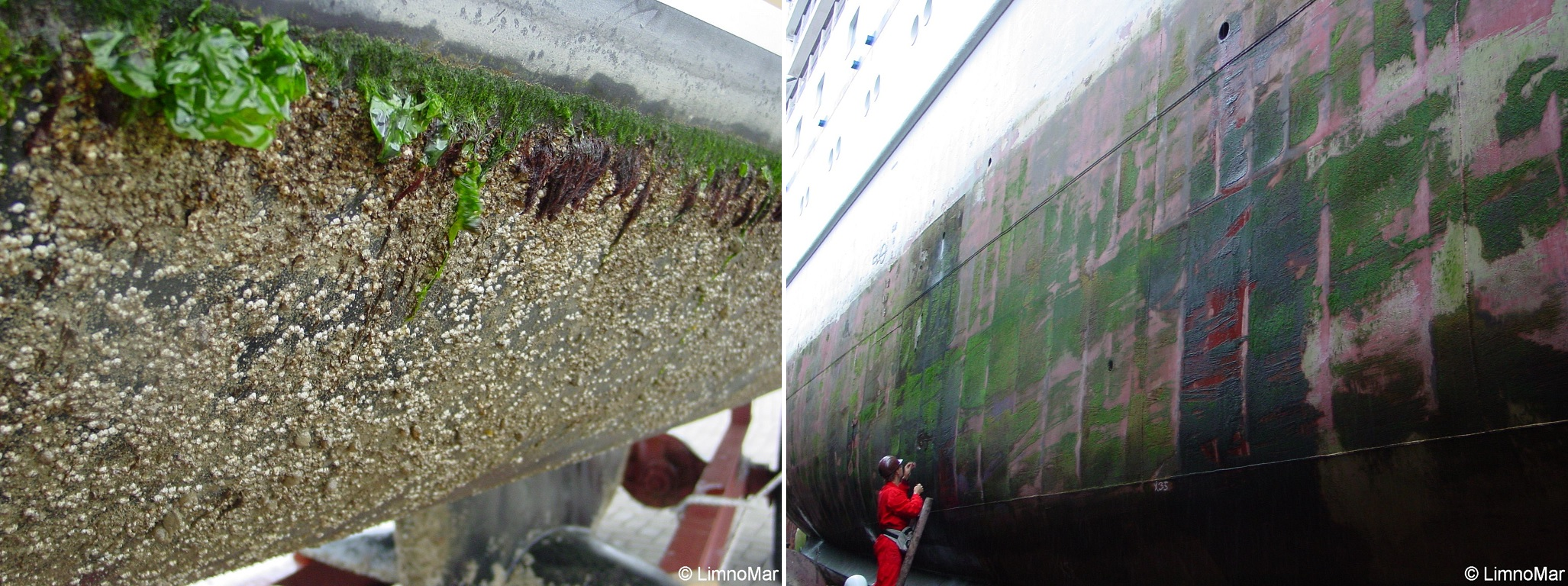
Extenso crescimento em cascos de navios com cracas e algas (esquerda) e biofilme denso (direita).

## Tintas anti-incrustantes
Dentre os diversos grupos de contaminantes orgânicos potencialmente danosos a ecossistemas aquáticos, despontaram nos últimos anos os biocidas utilizados como princípio ativo de tintas anti-incrustantes. Essas tintas são aplicadas como sistemas de proteção, com a finalidade de combater a formação e o estabelecimento de comunidades bioincrustantes sobre superfícies expostas à água. Usualmente, tintas anti-incrustantes são aplicadas em embarcações comerciais e de passeio, plataformas petrolíferas, tubulações submarinas, comportas de represas, tanques destinados à aquicultura, dentre outras estruturas. Dentre as aplicações mencionadas para as referidas tintas, a utilização como revestimento protetor em embarcações tem sido apontada por muitos autores como a mais impactante para o ambiente, devido ao seu caráter altamente difundido em zonas costeiras.